# Chopper-Steuerung
Die Chopper-Steuerung, auch Impulssteuerung, ist eine verlustarme Steuermethode für Elektromotoren und Frequenzumrichter wie beispielsweise Solarwechselrichter. Hierbei wird deren Betriebsspannung durch elektronische Schalter (Thyristor-Pulssteller, Gleichstromsteller, Transistor- oder IGBT-Schalter) zerhackt und der Mittelwert der Spannung wird wie bei einer Pulsweitenmodulation mittels des Tastgrades variiert. Um die gewünschten Werte (Tastgrad, Spannung, Geschwindigkeit oder Leistung) zu erreichen, wird entweder die Taktfrequenz oder die Einschaltdauer verändert.
Eine wesentliche Rolle spielt bei Motoren die Induktivität der Wicklungen, die – bei eingebauter Freilaufdiode – dazu führt, dass der Strom trotz Choppern kontinuierlich fließt. Der gesteuerte mittlere Strom kann sowohl ein Gleichstrom, ein trapezförmiger Verlauf als auch eine (synthetisierte) Sinusschwingung sein.

## Anwendungen

### Reihenschlussmotoren
Bei elektrischen Eisenbahn-Triebfahrzeugen und anderen elektrischen Bahnen mit Reihenschlussmotoren konnten durch die Einführung der Choppersteuerung die Anfahrwiderstände entfallen, so wird ein höherer Wirkungsgrad als bei der Stufenschaltung erzielt und es werden durch die kontinuierliche Steuerung die bei der Stufenschaltung ansonsten auftretenden Zugkraftsprünge vermieden. Das Gleiche gilt für das motorische Bremsen.
Weiterhin kann bei Aufnahmefähigkeit des Fahrdrahtes oder Mitführen eines Energiespeichers mittels Rekuperation (Nutzbremsung) Energie zurückgewonnen werden. Zum Bremsen (Generator) muss die Erregerwicklung umgepolt werden. Zum Start des generatorischen Betriebs muss ein Restmagnetismus vorhanden sein.
Die Chopperfrequenz variiert bei Stadtbahnen oft im niedrigen Hörbereich und ist daher oftmals gut zu hören. Das Drehmoment ist proportional zum Quadrat des mittels Choppern geregelten elektrischen Stromes.
Bei der Leistungsregelung von Staubsaugern und Bohrmaschinen dient ein Triacsteller zum Choppern, die Frequenz wird durch die Netzfrequenz bestimmt. Diese Phasenanschnittsteuerungen werden jedoch meist nicht als Chopper bezeichnet.

### Asynchronmotoren / Frequenzumrichter
Frequenzumrichter (FU) synthetisieren mittels einer dreiphasigen Choppersteuerung ein Drehstrom-Sinussignal, um Asynchronmotoren in einem weiten Drehzahlbereich effektiv betreiben zu können. Auch elektrische Triebfahrzeuge können daher teilweise Asynchronmaschinen besitzen.
Die Drehzahl ist proportional zur Frequenz der synthetisierten Stromkurve, die Chopperfrequenz ist wesentlich höher und kann oft gewählt werden. Sie lag früher teilweise im empfindlichen Hörbereich bei einigen Kilohertz, heute liegen die Chopperfrequenzen jedoch bei Leistungen bis zu vielen Kilowatt jenseits von 20 kHz und sind daher nicht mehr störend.

### Synchron- und Schrittmotoren
Zwei- und mehrphasige elektronisch kommutierte Synchronmotoren (BLDC-Motoren) sowie Schrittmotoren besitzen heute auch bei kleineren Leistungen eine Choppersteuerung, die entsprechend der Phasen- bzw. Stranganzahl phasenversetzte trapez- oder sinusförmige Stromsignale generiert.
Die Motoren erreichen dadurch eine höhere Effizienz und eine gesteigerte Anfahr- und Bremsdynamik. Die Betriebs-(Gleich-)Spannung ist besonders bei Schrittmotoren wesentlich höher als die Nennspannung der Wicklungsstränge, dadurch kann Magnetisierung und Entmagnetisierung wesentlich schneller erfolgen – Maximaldrehzahl beziehungsweise Drehmoment steigen.
Die Drehzahl ist proportional zur Frequenz der synthetisierten Stromkurve, die dazu benutzte Chopperfrequenz ist wesentlich höher als jene. Der Strangstrom wird oft mittels Stromsensoren zurückgemessen. Das Drehmoment ist proportional zum Strom (BLDC-Motor) beziehungsweise zu dessen Quadrat (Reluktanz- und Schrittmotor).

### Mechanisch kommutierte Gleichstrommotoren
Mit mechanischem Kommutator arbeitende Gleichstrommotoren mit konstanter Erregung (zum Beispiel durch Permanentmagnete) lassen sich mittels Choppersteuerung sehr gut in ihrer Drehzahl steuern – sie ist bei Vernachlässigung des ohmschen Ankerwiderstandes proportional zur mittleren Ankerspannung und daher – bei konstanter Speisespannung – proportional zum Tastgrad.
Das Drehmoment ist proportional zum Strom. Zum Einquadrantenbetrieb (nur vorwärts, nur positives Drehmoment) sind nur ein elektronischer Schalter und eine Freilaufdiode nötig.

### Erregung und Elektromagnete
Die Erreger-Feldwicklung von fremderregten Gleichstrommaschinen oder auch Wechsel- und Drehstromgeneratoren sowie Elektro- und Zugmagnete können mittels Chopper gesteuert werden. Dazu ist nur ein einziger, durch den Strom gesteuerter elektronischer (früher auch mechanischer) Schalter nötig. Die Magnetspule besitzt hierzu eine Freilaufdiode, die den kontinuierlichen Stromfluss gewährleistet. Ein Beispiel ist der Laderegler einer Kfz-Lichtmaschine.